# Distrito Histórico de Ash Street
El Distrito Histórico de Ash Street es un distrito residencial histórico en Ash Street y Ash Street Place entre Brattle y Mount Auburn Streets en Cambridge, Massachusetts, frente a Brattle Street, justo al oeste de Harvard Square. El distrito consta de diez casas bien conservadas, la mayoría de las cuales fueron construidas entre 1850 y 1890. El distrito fue incluido en el Registro Nacional de Lugares Históricos en 1982.

## Descripción e historia
Ash Street se encuentra en el borde occidental de la Plaza de Harvard, que se extiende al sur de Brattle Street a Memorial Drive. El Distrito Histórico de Ash Street se encuentra en la mitad norte de la carretera, entre Brattle y Mount Auburn Streets, incluyendo Ash Street Place, una pequeña sección que se extiende hacia el este. Abarca directamente el antiguo distrito histórico de Cambridge, que se encuentra al norte.

Las propiedades en Ash Street están densamente construidas en lotes pequeños. El distrito incluye cinco casas en Ash Street, cuatro con dirección hacia Mount Auburn Street (localizadas en las cuatro esquinas del cruce) y una en Ash Street Place. Ocho fueron construidas entre 1850 y 1890, y son estilísticamente diversas. La casa más antigua del distrito es la Casa Henry Nowell de 1828 en el 19 de Ash Street; fue construida originalmente en Brattle Street, y fue trasladada a su ubicación actual en 1858.
La casa más antigua que se construyó en el distrito es una cabaña de renacimiento gótico en 1848 y se encuentra en el 6 de Ash Street Place; el único edificio del siglo XX en el distrito es la casa del famoso arquitecto Philip Johnson construida en 1941 y se ubica en el 9 de Ash Street. Esta casa fue diseñada y construida mientras que Johnson estaba estudiando en Harvard, y es uno de las edificaciones más nuevas de la ciudad de estilo internacional.